# كينسوكي تنابي
كينسوكي تنابي (باليابانية: 田邊 賢輔)، من مواليد 26 يناير 1963م، وهو منتج ومخرج لعبة فيديو ياباني، كان واحداً من فريق العمل لتطوير سلسلة زيلدا الشهيرة.